# Léa Doumta
Léa Koyassoum Doumta est une femme politique centrafricaine. Elle est ministre de la Justice entre 2003 et 2004 et ministre du Commerce et de l'Industrie de 2023 à 2024.

## Carrière politique
Léa Doumta est démise de ses fonctions de ministre de la Justice par le président François Bozizé en janvier 2005, moins de six mois après sa nomination, sans raison. Cela fait suite aux troubles politiques de décembre 2004, lorsque la Cour constitutionnelle de transition décide d'invalider les dossiers de tous les candidats opposés à Bozizé dans la course à la présidentielle. Avant ça, elle occupe le poste de ministre des Affaires sociales.
En 2015, elle est victime d'un bref kidnapping. Vice-présidente du Conseil national de transition, elle est enlevée le 18 octobre à 90 km de Bangui alors qu'elle revient d'un enterrement, par des hommes armés. Ces anti-balaka la gardent pendant près de deux heures avant de la relâcher avec une liste de revendications à remettre au gouvernement.
En juillet 2023, elle prend publiquement parti contre le projet de nouvelle Constitution proposée par le président Faustin-Archange Touadéra, projet qu'elle considère comme illégal et controversé. Malgré ses réticences, la nouvelle Constitution est adoptée par référendum fin juillet, qui fait passer le pays à 7e République et autorise le président Moloua de bringuer un troisième mandat en 2025. Elle n'est finalement pas reconduite dans ses fonctions lors du remaniement de janvier 2024.
En septembre 2023, Léa Doumta est réélue coordinatrice nationale de Awln Centrafrique pour un mandat de 5 ans. Awln est une association féminine qui mène des campagnes de sensibilisation pour pousser les communautés à voter lors des élections.